# Fenicien

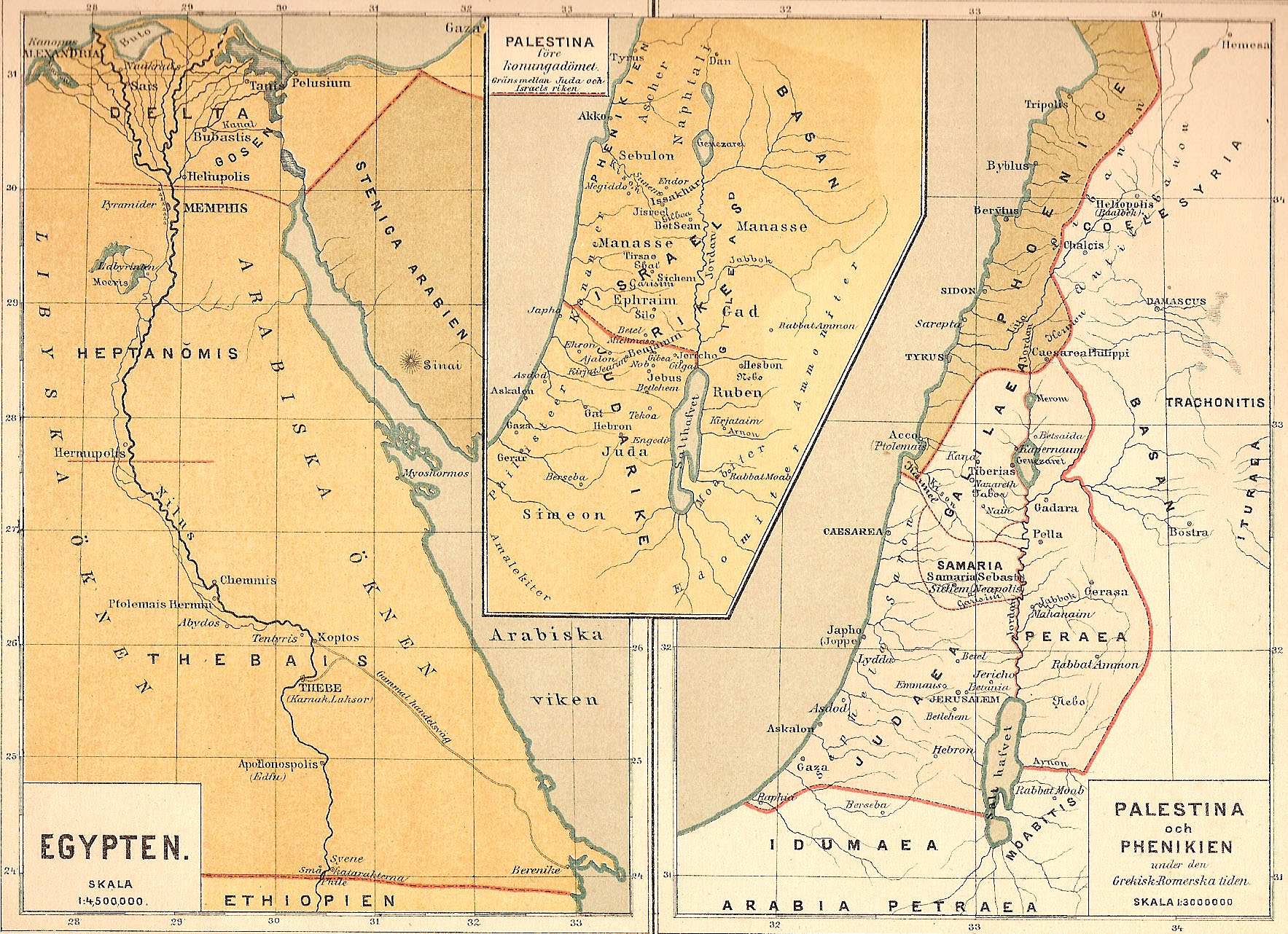
Detaljerad karta över Fenicien (till höger) under grekisk-romersk tid, Palestina (mitten) och gamla Egypten (vänster).

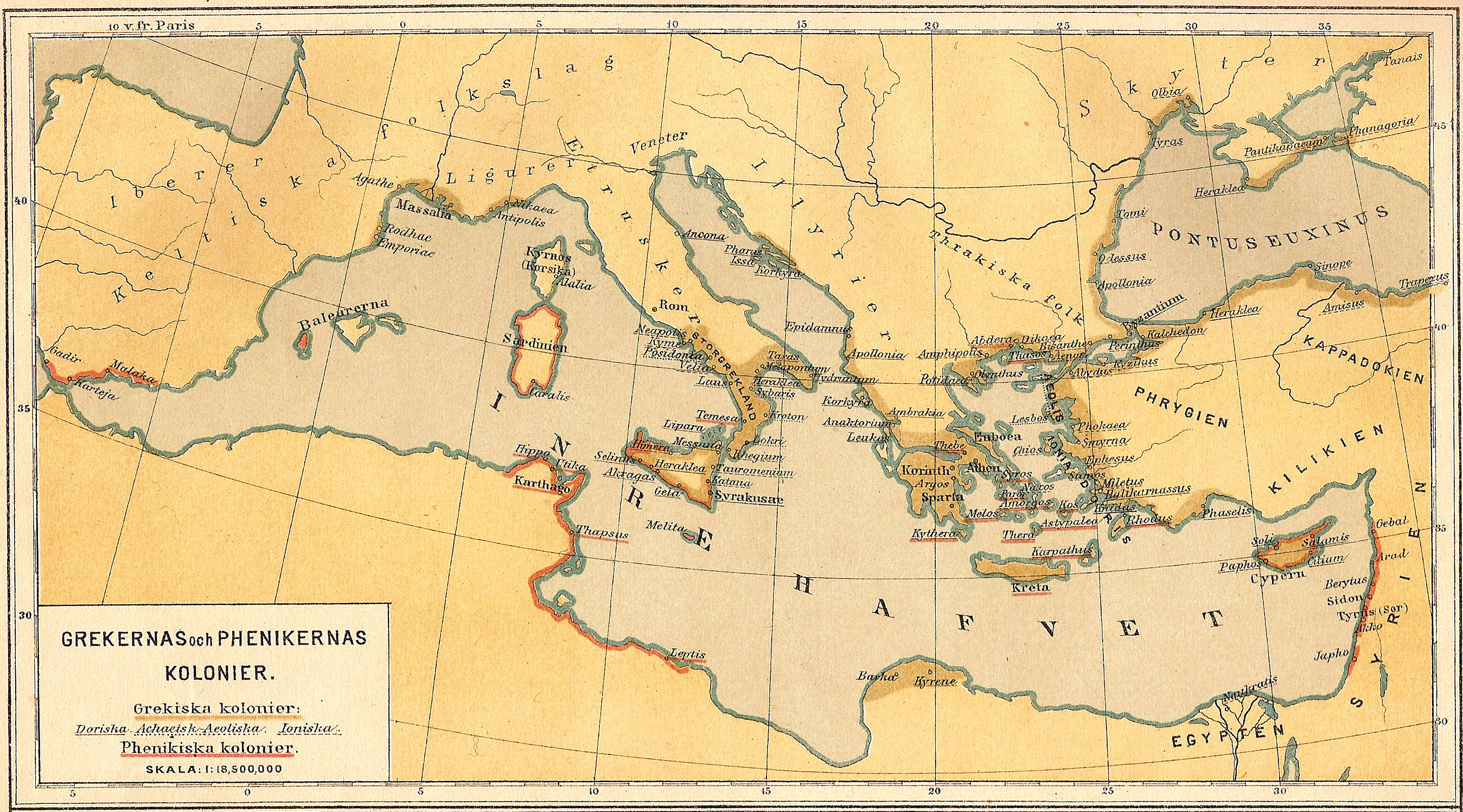
Detaljerad karta över grekiska och feniciska kolonier omkring 550 f.Kr. - 500 e.Kr.

Fenicien eller Fenikien var ett historiskt landskap bestående av stadsstater i sydöstra medelhavsområdet. Kärnområdet motsvarade ungefär dagens Libanon, men området fluktuerade i storlek. Fenicierna gjorde stora framsteg inom sjöfarten och etablerade många handelsplatser och kolonier kring Medelhavets kuster, till exempel Karthago i Nordafrika. Det feniciska folket är känt från cirka 3000 f.Kr. Feniciens storhetstid kom dock senare, ungefär från den sena bronsålderskollapsen på 1200-talet f.Kr. fram till Romarrikets expansion på 300-talet f.Kr.

## Namn
Grekerna använde benämningen Φοινίκη (Phoiníkē) på det sjöfarande folket. Detta ord är relaterat till φοῖνιξ (Phoînix) som kunde avse färgämnet purpur/karmosin och dadelpalmen, vilka fenicierna handlade med på Medelhavet (namnet Fågel Fenix har samma ursprung). På svenska används fenicier (eller feniker) om folket och feniciska om deras språk. 
Romarnas latinska stavning av namnet blev Poenī. När fenicierna uppträder i västra Medelhavet kallas de därför ofta punier och deras språk puniska. Romarnas krig med dem kallas puniska krigen.

## Språk och skrift
Fenicierna var ett semitiskt folk och deras språk tillhörde de västsemitiska dialekterna. I Ugarit utvecklades ett eget alfabet (kilskrift) under bronsåldern och stadsstatens dialekt kallas därför ugaritiska. Denna dialekt försvann omkring år 1 200 f.Kr. 
Fenicierna utvecklade också det feniciska alfabetet, som fick bred spridning i Medelhavsområdet. Det utgjorde grunden för utvecklingen av det grekiska alfabetet och därmed indirekt även för det latinska alfabetet och det kyrilliska alfabetet. 
Feniciernas språk ersattes gradvis med arameiska från persisk tid och framåt.

## Gudar
Feniciernas gudar var till stor del desamma som de stambesläktade babyloniernas men med något olika namn. Den babyloniske överguden Bel kallades till exempel här Baal och sammansmälte i Tyros med dess lokalgud, Melkart, sjöfärdernas beskyddare. Den babyloniska gudamodern Istar blev Astarte. Men även egyptiska gudar dyrkades, såsom Isis och Osiris.

## Historia
De första feniciska städerna uppstod under det tredje årtusendet f.Kr. Byblos blev tidigt en viktig handelskontakt för det forntida Egypten genom sin export av timmer från cederskogarna i Libanons berg. Maktcentrum skiftade mellan städerna. Tidigt dominerade Byblos, senare Tyrus, som omnämns i Gamla Testamentet som en handelspartner till kung Salomo. Feniciens stadsstater lydde tidvis under andra stormakter. Det forntida Egypten dominerade mer eller mindre landskapet under den sena bronsåldern. Senare underkuvades Fenicien av Assyrien som därifrån mottog tributer av enormt värde. Under 500-talet f.Kr. erövrades Fenicien av först Babylonien och därefter av perserriket. Alexander den store intog Tyrus år 331 f.Kr. och Fenicien tillföll efter hans död seleukiderriket. Seleukiderna tävlade med den ptolemaiska dynastin i Egypten över kontrollen av området fram till den romerska erövringen under det första århundradet f.Kr.

## Handel och kolonisation
En teori är att Assyriens expansion berövade fenicierna så mycket land att det som fanns kvar inte utgjorde tillräcklig odlingsjord för att försörja befolkningen och att fenicierna därmed tvingades till att grundlägga kolonier på andra sidan Medelhavet.
Fenicierna dominerade handeln i Medelhavet i början av det första årtusendet f.Kr. Karthago, romerska rikets medtävlare redan tidigt, var en fenicisk koloni; likaså Kityon på Cypern, Cadiz och Tarsis i Spanien liksom kolonier längs Nordafrikas kust och på medelhavsöarna Ibiza, Malta, Sardinien och Sicilien. Hypoteser finns om att fenicier skall ha sökt sig så långt bort som till Skandinavien, eftersom samtida avbildningar av skepp mycket liknar dem som kan ses på hällristningar i Norge, Sverige och Danmark. Det anses emellertid inte belagt att de besökt platser längre norrut än Bretagne och Cornwall i södra England.
Fenicierna handlade främst med metaller som koppar, silver och tenn. Fenicierna hade även med sig en ny handelsvara som var ny för folket kring Medelhavet: järn. Nu började järnåldern i Europa. Deras mest kända handelsvara var emellertid den röda purpurfärgen som framställdes av snäckor. Byblos fick sitt grekiska namn av handeln med papyrus från Egypten till Grekland.

## Feniciernas betydelse
Fenicierna var kända för att vara framstående båtbyggare och sjöfarare. De var de första kända att använda köl på en båt och kunde kryssa sig fram i motvind. De kunde även navigera efter stjärnorna på öppet hav. Polstjärnan kallades på vissa språk den feniciska stjärnan. Enligt den grekiske historieskrivaren Herodotos berättelse seglade feniciska sjömän på uppdrag av den egyptiske kungen Necho II runt Libyen, det vill säga kontinenten Afrika redan omkring år 600 f.Kr.
Fenicierna utvecklade också det feniciska alfabetet, som byggde vidare på den nyuppfunna principen med en bokstav för varje konsonant i språket. Fenicierna gav alfabetet bred spridning via sina handelsvägar och det blev en grund för det grekiska alfabetet och därmed också till det latinska. Än idag bygger vår bokstavsordning i hög grad på de 22 bokstävernas ordningsföljd i det feniciska alfabetet. 
Fenicierna lär även ha uppfunnit mynt och det genomskinliga glaset.
| ”                                                                         | Fenicien och Palestina var vissa perioder anslutna till, och vissa perioder separerade från syrisk överhöghet. Det förra var en smal och stenig kust; det senare var ett territorium som knappast var överlägset Wales, vare sig i bördighet eller utsträckning. Ändå kommer Fenicien och Palestina alltid bevaras i mänsklighetens minne; eftersom Amerika, lika väl som Europa, har fått bokstäverna från det ena, och religionen från det andra. | „ |
| – Edward Gibbon i första kapitlet av Det romerska rikets nedgång och fall | |   |

## Feniciska städer
| - Ammiya - Antarados (Antaradus, Antarado) - Arvad (Arwada, Aradus, Arados) - Batroun (Batruna) - Beirut (Biruta) - Bitarha - Byblos (Gubla, nuv. Jubayl) | - Amrit (Marathos) - Shigata - Sidon (Siduna, nuv. Saida) - Simyrra (Sumur) - Tripoli (Mahlata) - Tyrus (Sur) - Ugarit (förstördes 1200 f.Kr.) - Ullasa |